# Félix José da Costa Sénior
Féix José da Costa Sénior (Ilha Terceira, Açores, Portugal — Ilha Terceira, Açores, Portugal).

## Biografia
Foi um político português, tendo sido escriturário da comissão de fazenda em Angra do Heroísmo. Morreu exercendo o cargo de l.º oficial do Governo Civil do Distrito de Angra do Heroísmo.